# Represa de Promissão
La Represa de Mário Lopes Leão (también conocida como Promissão) está localizada en el estado de São Paulo, Brasil, próxima a las ciudades de Promissão y Avanhandava, embalsando las aguas del río Tieté, afluente del río Paraná.
La central comenzó a operar en 1975, posee 3 turbinas tipo Kaplan, con una potencia total instalada de 264 MW, la presa posee 3.630 metros de longitud y el embalse ocupa 530 km² con un volumen de 2.128 km³ de agua. Cuenta una esclusa que permite la navegación a lo largo de la Hidrovía Paraná-Tieté.